# Laura Wassmer
Laura Wassmer ist die amtierende Bürgermeisterin von Prairie Village im US-Bundesstaat Kansas.
Sie erwarb einen Bachelor-Grad in Business Administration an der Oklahoma State University und an der Baker University in Baldwin City den Masters in Liberal Arts. Ab April 1998 vertrat sie den Ward 4 im Stadtrat. Seit Februar 2015 ist sie Bürgermeisterin. Ihre Amtszeit endet im April 2019.